# Angelonia hassleriana
Angelonia hassleriana là một loài thực vật có hoa trong họ Mã đề. Loài này được Chodat mô tả khoa học đầu tiên năm 1901.